# Przygody Błękitnego Rycerzyka
Przygody Błękitnego Rycerzyka – telewizyjny serial animowany dla dzieci, powstały w latach 1963−1965 w Studiu Filmów Rysunkowych w Bielsku-Białej. Twórcami serialu byli m.in. Lechosław Marszałek, Leszek Mech, Tadeusz Depa, Alfred Ledwig, Leszek Lorek, Władysław Nehrebecki, Edward Wątor i Zdzisław Kudła. Muzykę stworzył Waldemar Kazanecki. Autorem postaci plastycznych był Alfred Ledwig.

## Treść
Serial jest wzorowany na opowieściach i balladach rycerskich. Jego akcja toczy się w świecie owadów. Jeden z nich, Błękitny Rycerzyk wędrując po świecie walczy z wrogami i ratuje z opresji księżniczki.

## Tytuły odcinków
1. Romantyczna przygoda
2. Giermek
3. Karawana
4. Czarnoksiężnik
5. Mały kwiatek
6. Pierwsza wyprawa
7. Biedronka
8. Piraci rzeczni
9. Brzydula
10. Zasadzka
11. Zamek pułapka
12. Rękawiczka
13. Zazdrosny Trzmiel

W 1983 roku powstała wersja kinowa w reżyserii Lechosława Marszałka.